# Zumaia
|  | Per a altres significats, vegeu «llengua zumaia». |

Zumaia és un municipi de Guipúscoa, de la comarca d'Urola-Costa. Està situada a la costa guipuscoana, a la vora del mar i de la badia on conflueixen els rius Urola i Narrondo. Al nord limita amb el mar Cantàbric, al sud amb les dues Arroas, amb Ibañarrieta i amb Zestoa; aquesta última és una vila coneguda tant pel seu balneari d'aigües termals com per les seves famoses coves d'Ekain, que per les seves pintures rupestres enriqueixen des de les albors de la humanitat el llegat artístic de l'home. A l'est hi ha el barri d'Askizu, que des de l'alt d'uns pujols permet veure l'entrada de Zumaia, i Getaria, port pesquer i bressol de Juan Sebastián Elcano. Canviant de direcció, a l'oest es troben Elorriaga, Itziar i Deba, des d'on es pot veure gairebé tots els dies la posta de sol en la costa de Biscaia.
La majoria dels seus habitants es concentra en el nucli urbà, però tant dintre com fora del casc existeixen barris dispersats. Entre els que es troben als afores destaquen San Miguel de Artadi i Oikia. San Miguel s'aixeca sobre un pujol entre alzineres i des de la seva església, una de les parets laterals de la qual protegeix el frontó, es pot contemplar cap al nord una panoràmica de Zumaia, el riu Urola i el mar. Des del mateix lloc, però aquesta vegada mirant cap al sud, es pot veure el barri d'Oikia, amb l'església de San Bartolomé i la casa Kondekua. Però hi ha un tercer barri a la carretera de Sant Sebastià cap a Bilbao, anomenat Narrondo, igual que el riu que passa per ell, i els terrenys del qual estan dividits entre Zumaia i Zestoa.

## Persones il·lustres
- Juan Martínez de Mendaro (segle XV): mariner i militar que va vèncer a una esquadra portuguesa a Gibraltar el 1475.
- Baltasar de Echave (1540-1620): pintor.
- Juan de Olazábal Bastida (segle XVII): secretari del rei Felip IV d'Espanya i Comptador General de la Inquisició.
- José Mari Zubia, conegut com a Aita Mari (1809-1866): marí i pescador. Va ser un heroi popular al País Basc pels heroics salvaments marins que va realitzar i per haver trobat la mort en un d'ells.
- Ángeles Sorazu (1873-1921): monja i escriptora mística.
- Bonifacio de Echegaray (1878-1956): home de lleis i escriptor.
- Julio Beobide (1891-1969): escultor.
- José María Korta (1944-2000): empresari vinculat al PNB i president de la patronal guipuscoana. Assassinat per ETA.
- Lucía Lacarra (1975): ballarina de ballet clàssic. Premi nacional de dansa el 2005.
- Oier Aizpurua (1978): piragüista.
- José Maria Beobide Goiburu (1882-1967), compositor i organista.

## Enllaços externs

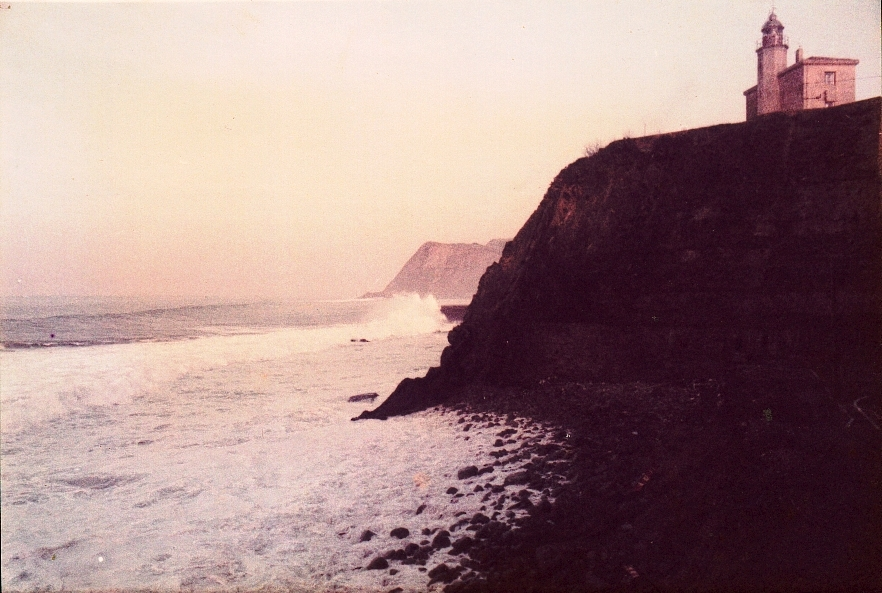
Far de Zumaia

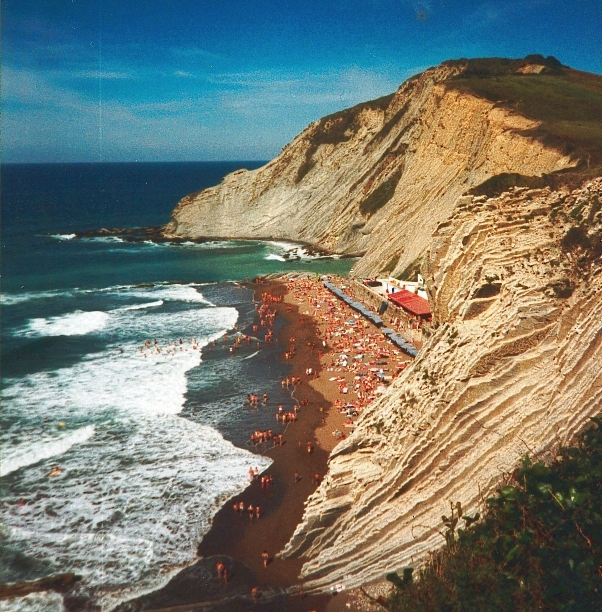
Platja de Itzurun